# Acer pubipalmatum
Acer pubipalmatum é uma espécie de árvore do gênero Acer, pertencente à família Aceraceae.